# George Kelly (dramaturg)
George Kelly (ur. 16 stycznia 1887 w Filadelfii, zm.  18 czerwca 1974) – amerykański dramaturg. Laureat Nagrody Pulitzera (1926) za sztukę Craig’s Wife z 1925. Wydał także sztuki: Gorące pochodnie (The Torch-Bearers, 1923), The Show-off (1924), Daisy Mayme (1926), Behold, the Bridegroom (1927), The Flattering Word (1929), Maggie the Magnificent (1929), Philip Goes Forth (1931), Reflected Glory (1936), The Deep Mrs. Sykes (1945) i The Fatal Weakness (1947).
Jego bratem był mistrz olimpijski w wioślarstwie John B. Kelly, ojciec Grace Kelly i Johna Kelly'ego Jr..